# Mesoleptus gemellus
Mesoleptus gemellus là một loài tò vò trong họ Ichneumonidae.